# Bitwa o Dofas
Bitwa o Dofas − starcie zbrojne między islamskimi rebeliantami a siłami rządowymi podczas rebelii terrorystów w Jemenie. Rebelianci powiązani z Al-Ka’idą dokonali zniszczenia batalionu 39. Brygady Pancernej w Dofas, stanowiący główny trzon wsparcia artyleryjskiego w walkach w Zindżibar i Dża’ar.

## Tło
27 maja 2011 armia 300 islamistów podjęła szturm na nadmorskie miasto Zindżibar - stolicę prowincji Abjan, która de facto była kontrolowana przez islamskich radykałów powiązanych z Al-Ka’idą. Po jednym dniu walk, rebelianci przejęli kontrolę nad miastem. W bitwie zginęło pięciu policjantów i cywil. Dwóch kolejnych żołnierzy zginęło w starciach w Loder.
Przez kilka miesięcy armia nieskutecznie próbowała odbić Zindżibar. Od września 2011 miasto było oblężone. Od połowy maja 2011 do czerwca 2012 w starciach po obu stronach zginęło około 600 osób.

## Bitwa
4 marca rebelianci rozpoczęli atak na koszary batalionu 39 Brygady Pancernej. W wyniku starć zginęło 32 rebeliantów, 187 żołnierzy, a 135 zostało rannych. W rękach napastników znalazły się wozy pancerne, czołgi i duże ilości broni oraz amunicji. Do niewoli wzięto 55 żołnierzy, choć źródła rebelianckie mówiły o 73 zakładnikach. Atak na bazę rozpoczął się od wystąpienia dywersyjnego, po czym zdetonowano kilka samochodów przed bramami wjazdowymi. Pobliskie jednostki wojskowe 115 i 119 Brygady nie były w stanie udzielić pomocy ostrzałem artyleryjskim, gdyż same były ostrzeliwane. Wsparcie z odleglejszych baz nadeszło z dużym opóźnieniem z powodu burzy piaskowej. W mieście Jaʿār bojownicy paradowali po ulicach z wziętymi do niewoli żołnierzami. W kolejnych dniach lotnictwo dokonało ostrzału miasta Zindżibar, w wyniku którego zginęło 42 rebeliantów
Odpowiedzialność za atak wzięła na siebie grupa Ansar al-Sharia, która uważa się za członka Al-Ka’idy Półwyspu Arabskiego. Trzy dni po ataku grupa wpuściła do miasta Jaʿār medyków Czerwonego Półksiężyca by mogli udzielić pomocy 12 rannym żołnierzom i zażądała wymiany więźniów z rządem.

## Następstwa
Ataki kontynuowano w ciągu kolejnych tygodni. 13 marca w pobliżu al-Bayda w samobójczym zamachu zginęło 4 żołnierzy, a kolejnych 4 zostało ciężko rannych. Po zamachu rebelianci opublikowali nagranie wideo, w którym poinformowali o schwytaniu kolejnego żołnierza, zwiększając tym samym liczbę więźniów do 74. Zażądali również uwolnienia wszystkich schwytanych bojówkarzy w zamian za uwolnienie wojskowych. 
W nocy 31 marca zaatakowano punkt kontrolny armii w Lahidż. Zginęło 20 żołnierzy i 4 rebeliantów. Napastnicy przejęli ciężką broń oraz co najmniej dwa czołgi. Siły rządowe zniszczyły w kolejnych dniach jedną z przejętych maszyn i zabiły trzech jej pasażerów. Podobny atak miał miejsce 9 kwietnia w Lowdar. W wyniku starcia na krótko została przejęta kontrola nad miejscową bazą wojskową. W walkach śmierć poniosły przynajmniej 44 osoby, w tym 6 cywilów, 24 rebeliantów i 14 żołnierzy.